# Grupo de Caza de Entrenamiento Avanzado Oriental
El Grupo de Caza de Entrenamiento Avanzado Oriental (Ergänzung-Jad-Gruppe Ost) unidad militar de la Luftwaffe durante la Segunda Guerra Mundial.

## Historia
Formada el 27 de enero de 1942 en Cracovia. Disuelta el 4 de noviembre de 1944 y fue redesignado al III Grupo/1° Escuadra de Entrenamiento de Unidades de Caza.

## Comandantes de Grupo
- Capitán Günther Beise – (febrero de 1942 – 12 de mayo de 1942)
- Capitán Hubertus von Bonin – (mayo de 1942 – 22 de mayo de 1942)
- Mayor Werner Andres – (23 de mayo de 1942 – 31 de enero de 1943)
- Teniente coronel Hermann Graf – (1 de febrero de 1943 – abril de 1943)
- Mayor Werner Andres – (abril de 1943 – 30 de junio de 1943)
- Mayor Viktor Bauer – (1 de julio de 1943 – 4 de noviembre de 1944)

Formada el 27 de enero de 1942 en Cracovia con:
- Grupo de Estado Mayor/Grupo de Caza de Entrenamiento Avanzado Oriental desde el Grupo de Estado Mayor/Grupo de Entrenamiento Avanzado/51° Escuadra de Caza
- 1° Escuadra/Grupo de Caza de Entrenamiento Avanzado Oriental desde la 2° Escuadra de Entrenamiento/51° Escuadra de Caza
- 2° Escuadra/Grupo de Caza de Entrenamiento Avanzado Oriental desde la 2° Escuadra de Entrenamiento/52° Escuadra de Caza
- 3° Escuadra/Grupo de Caza de Entrenamiento Avanzado Oriental desde la 2° Escuadra de Entrenamiento/54° Escuadra de Caza
- 4° Escuadra/Grupo de Caza de Entrenamiento Avanzado Oriental desde la 2° Escuadra de Entrenamiento/77° Escuadra de Caza
- 5° Escuadra/Grupo de Caza de Entrenamiento Avanzado Oriental desde la Escuadra de Entrenamiento/1° Escuadra de Asalto (marzo de 1942)

El 17 de abril de 1942 la 5° Escuadra/Grupo de Caza de Entrenamiento Avanzado Oriental como la 3° Escuadra/Grupo de Reemplazo de Unidades de Caza Pesado.
El Grupo de Caza de Entrenamiento Avanzado Oriental fue renombrado Grupo de Caza Oriental el 25 de noviembre de 1942.
El 14 de marzo de 1943 la 4° Escuadra/Grupo de Caza Oriental y la 1° Escuadra/Grupo de Caza Sur intercambian designaciones.
El 1 de junio de 1943 la 4° Escuadra/Grupo de Caza Sur fue formada en Marseille-Marignane.
El 1 de septiembre de 1944 la 1° Escuadra/Grupo de Caza Oriental como la 1° Escuadra/Grupo de Caza Norte y fue remplazado por la Escuadra de Entrenamiento/76° Escuadra de Caza Pesado en Rosenborn.
El 4 de noviembre de 1944 el Grupo de Caza Oriental fue redesignado al III Grupo/1° Escuadra de Entrenamiento de Unidades de Caza:
- Grupo de Estado Mayor/Grupo de Caza Oriental como el Grupo de Estado Mayor/III Grupo/1° Escuadra de Entrenamiento de Unidades de Caza
- 1° Escuadra/Grupo de Caza Oriental como la 9° Escuadra/1° Escuadra de Entrenamiento de Unidades de Caza
- 2° Escuadra/Grupo de Caza Oriental como la 10° Escuadra/1° Escuadra de Entrenamiento de Unidades de Caza
- 3° Escuadra/Grupo de Caza Oriental como la 11° Escuadra/1° Escuadra de Entrenamiento de Unidades de Caza
- 4° Escuadra/Grupo de Caza Oriental como la 12° Escuadra/1° Escuadra de Entrenamiento de Unidades de Caza

## Bases
| Fechas                                         | Bases              | Aviones                                  |
| Enero de 1942 - septiembre de 1942             | Cracovia*          | Bf 109E, Bf 109F y el Bf 109G            |
| Septiembre de 1942 - 20 de febrero de 1944     | St. Jean d'Angely* | Bf 109F, Bf 109G y el Focke-Wolf Fw 190A |
| 21 de febrero de 1944 - 4 de noviembre de 1944 | Liegnitz*          | Bf 109G y el Focke-Wolf Fw 190A          |

- 1° Escuadra/Grupo de Caza Oriental en Landes de Bussac en septiembre de 1942 – abril de 1943, Toulouse-Blagnac en abril de 1943 – diciembre de 1943), Biarritz en diciembre de 1943 – 20 de febrero de 1944 y Rosenborn el 1 de septiembre de 1944 – 4 de noviembre de 1944.
- 2° Escuadra/Grupo de Caza Oriental en Gleivitz en febrero de 1942 – septiembre de 1942, La Rochelle-La Leu en febrero de 1943 – 20 de febrero de 1944, Weidengut el 21 de febrero de 1944 – octubre de 1944, Riesa-Canitz en octubre de 1944 – octubre de 1944 y Schönfeld-Seifersdorf en octubre de 1944 – 4 de noviembre de 1944.
- 3° Escuadra/Grupo de Caza Oriental en Landes de Bussac en septiembre de 1942 – 10 de abril de 1943, Toulouse-Blagnac el 11 de abril de 1943 – agosto de 1943, Bergerac en agosto de 1943 – 20 de febrero de 1944, Rosenborn en agosto de 1944 – noviembre de 1944 y Gäbersdorf en noviembre de 1944 – 4 de noviembre de 1944.
- 4° Escuadra/Grupo de Caza Oriental en Mizil el 12 de enero de 1942 – febrero de 1942, Fontenay le Comte en septiembre de 1942 – noviembre de 1942, Marseille-Marignane el 10 de febrero de 1943 – 14 de marzo de 1943, Landes de Bussac el 15 de marzo de 1943 – junio de 1943, La Rochelle-La Leu en junio de 1943 – agosto de 1943 y Weidengut el 21 de febrero de 1944 – 9 de noviembre de 1944.
- 5° Escuadra/Grupo de Caza Oriental en Lippstadt en marzo de 1942 – 17 de abril de 1942.